# 打工人
打工人，泛指所有劳动者，是一个带有黑色幽默色彩的网络迷因，被《咬文嚼字》评为2020年度中国十大网络流行语。

## 含义
“打工人”一词的基本含义包括两种：一是用来指凭借自己辛苦工作过上好日子的人，多有激励自己奋进的意味；二是指从事劳累并且低收入工作的人，有自嘲、对当前工作不满的意味。

## 历史
2005年，“打工人”一词就已经出现在百度贴吧中，但没有称为走红的网络流行语。
2020年9月22日，网名为“抽象带篮子”网友发布的了一段带有配文的自拍视频：“勤劳的人已经奔上了塔吊，你却在被窝里伸了伸懒腰，你根本没把自己生活当回事儿。早安，打工人！”随即，打工人一词走红网络。截至同年12月，“打工人”一词在百度搜索引擎上的搜索频次已高达6800万次，相关的新闻资讯有42.5万篇。
2020年11月8日，“打工人”被《青年文摘》评为“2020 十大网络热词”；同年12月，被《咬文嚼字》评为2020年度中国十大网络流行语。

## 延伸
随着“打工人”一词的流行，一些结合自身的情况创造出了"毕业人"、"毕设人"、"干饭人"、"尾款人"等“打工人”的变异形式。